# 寇家瑞
寇家瑞（1983年11月15日—），台灣男演員，是資深演員寇世勳之子，在家中排行老大。曾就讀復興中小學，隨後考進東山高中，但因課業上的不適應而轉學至宜蘭縣私立慧燈高級中學，台北市立體育學院球類運動學系畢業。因拍攝《光陰的故事》而廣為人知。

## 演出作品

### 電視劇
| 年份   | 頻道                            | 劇名                            | 角色             |
| ------ | ------------------------------- | ------------------------------- | ---------------- |
| 2008年 | 中視                            | 翻滾吧！蛋炒飯                  | 流氓             |
| 2008年 | 中視                            | 籃球火                          | 汪建明隊球員33號 |
| 2008年 | 中視                            | 光陰的故事                      | 朱磊             |
| 2010年 | Ntv7                            | 星光灿烂                        | 林子文           |
| 2011年 | 中視                            | 幸福最晴天                      | 謝淳浩           |
| 2011年 | 公視                            | 瑰寶1949                        | 唐銳             |
| 2011年 | 台視、三立都會台                | 勇士們                          | 陸海生           |
| 2013年 | 公視                            | 忐忑                            | 楊柏凱           |
| 2013年 | 公視                            | 刺蝟男孩                        | 江煒             |
| 2013年 | 民視                            | 廉政英雄 第二十二單元：決戰時刻 | 王崇仁           |
| 2013年 | TVBS歡樂台                      | 媽，親一下                      | 王建二           |
| 2014年 | 愛奇藝                          | 靈魂擺渡 第9集：奇蹟            | 字靈             |
| 2014年 | 公視                            | 黑暗中的笑臉                    | 魏亭             |
| 2015年 | 山東衛視                        | 大秧歌                          | 林家耀           |
| 2016年 | 中視                            | 讓愛飛揚                        | 敖翔             |
| 2020年 | 東方影視、中央電視台、愛奇藝    | 小娘惹                          | 陳錫             |
| 2020年 | 中央電視台、愛奇藝              | 大侠霍元甲                      | 黃文發           |
| 2022年 | 大愛電視台                      | 隨風 隨緣                       | 天福             |
| 2022年 | 大愛電視台                      | 你好，我是誰？                  | 曹彥彬           |
| 2023年 | 公視、八大戲劇台                | 最佳利益3－最終利益             | 陳哲易           |
| 2023年 | 八大戲劇台、TVBS歡樂台          | 有生之年                        | 阿軍             |
| 2024年 | 大愛電視台                      | 你好，我是誰2                   | 曹彥彬           |
| 2024年 | Hami Video、MyVideo、friDay影音 | 妮波自由式                      | 阿俊             |
| 2024年 | Netflix                         | 影后                            | Chris            |

### 電影
| 年份   | 片名                               | 角色   |
| ------ | ---------------------------------- | ------ |
| 2010年 | 《三振》                           | 葉勝宏 |
| 2011年 | 《釋放》                           |        |
| 2013年 | 《無聲的榮耀》                     | 劉耀忠 |
| 2014年 | 《把夢跆起來》                     | 老師   |
| 2014年 | 《太平輪：亂世浮生I》              | 二蛋   |
| 2019年 | 《阿虎》                           | 瘋鐵   |
| 2019年 | 《下一任:前任》                    | 戴維   |
| 2019年 | 《保持沉默》                       | 國立   |
| 2024年 | 《我的老師首部曲：燈塔水母的秘密》 | 陳諾   |

### 舞台劇
- 2009年 屏風表演班【第39回作品】《合法犯罪》

### 廣告作品
- 2011年  澎澎MAN 歌舞篇

### 音樂錄影帶
- 2009年 郭靜〈明白〉
- 2010年 蔡依林〈台灣的心跳聲〉
- 2019年 魏如萱〈恐慌症 〉

## 音樂作品
- 2010年〈台灣的心跳聲〉負責饒舌演唱

## 外部連結
- 寇家瑞的Facebook專頁
- 寇家瑞的Instagram帳戶
- 寇家瑞在互联网电影资料库（IMDb）上的資料（英文）
- 寇家瑞在香港影庫上的簡介
- 寇家瑞在豆瓣上的资料（简体中文）
- 寇家瑞在时光网上的簡介（简体中文）